# Имидж, Селвин
Селвин Имидж (англ. Selwyn Image, 17 февраля 1849, Бодиам, Сассекс — 21 августа 1930, Лондон) — художник английского модерна. График, проектировщик мебели, витражей и изделий декоративно-прикладного искусства, иллюстратор книг, поэт и художественный критик. В 1910—1916 годах — профессор изящных искусств в Оксфорде.

## Биография
Селвин Имидж родился в семье священника Джона Имиджа (ок. 1802—1878), викария Бодиама, и Мэри Максвелл (урожденная Хиндс, ок. 1807—1857). В 1868 году он учился в Мальборо-колледже и Новом колледже Оксфорда, где изучал рисование у Джона Рёскина. Он намеревался продолжить дело отца и в 1872 году был рукоположен в дьяконы, исправно служил викарием в Тоттенхэме, а затем в церкви Святой Анны в Сохо. Однако в 1880-х годах всё более склонялся к искусству под влиянием английских художников Артура Макмердо и Артура Бёрджеса. В 1882 году окончательно порвал с карьерой священника.
Вместе с А. Макмердо Имидж основал в 1882 году в Лондоне художественную студию «Гильдия века», в мастерских которой производили современную мебель, проектировали оформление жилого интерьера, витражи, бумажные обои и набивные ткани. В 1886—1892 годах Имидж был одним из редакторов журнала студии «Конёк», или «Конёк Гильдии века» (The Century Guild Hobby Horse), название которого основано на игре английских слов: hobby — «конёк» в значении любимое занятие, и hobby-horse — детская качалка-конёк. Имидж был соредактором журнала. Именно он сделал рисунок для обложки первого выпуска журнала 1884 года. В 1900 году стал «мастером гильдии». Он также был членом Гильдии работников искусства в Лондоне. Витражи по рисункам Имиджа были показаны на Всемирной выставке в Париже в 1878 году. Исследователи отмечают, что витражи Имиджа созданы под непосредственным влиянием Уильяма Морриса.
Ранние рисунки Селвина Имиджа, состоящие из отдельных фигур на цветочном фоне, были вдохновлены предыдущими работами Уильяма Морриса. Один из первых витражей по рисунку Имиджа, изображающих четырёх архангелов в церкви Св. Михаила и всех ангелов в Брайтоне, был выполнен в мастерских Морриса (1862).
B 1880-х годах Селвин Имидж познакомился с известным художником-витражистом Кристофером Уоллом, они стали друзьями. Уолл и Имидж были одними из первых участников мастерских «Искусства и ремёсла». За свою творческую жизнь Имидж спроектировал не менее тридцати витражей. Ряд его рисунков был представлен на выставках, в книгах и журналах. Кристофер Уолл включил один из рисунков Имиджа в свое влиятельное руководство «Витражи» (1905) «как пример простого и строгого стиля рисования, лучше всего подходящего для этого вида искусства».
Имидж стал влиятельным критиком и обозревателем художественной жизни в Англии, в 1910—1916 годах он был профессором факультета изорбразительных искусств университета в Оксфорде. В 1887—1888 годах Имидж прочёл четыре лекции об искусстве. Как минимум на одной из них присутствовал Оскар Уайльд, лидер эстетического движения в Англии. Он отозвался рецензией в «Sunday Times» от 25 января 1888 года. Имидж регулярно публиковал свои очерки, а также выпустил сборник «Стихи и гимны» (1894). С 1900 года Имидж проектировал мебель на фабрике Уайли и Локхеда в Глазго.
Имидж скончался в Holloway (районе Большого Лондона) 21 августа 1930 года и был похоронен на восточной стороне Хайгейтского кладбища. Через два года после его смерти были опубликованы избранные стихи, а затем и его письма под редакцией Артура Макмердо.
- Обложка журнала «Конёк Гильдии века». Апрель 1884
- Иллюстрация журнала «Конёк Гильдии века». 1886. Гравюра на дереве
- Витраж “Ангелы” приходской церкви Святой Марии Магдалины, Мортехо, Девон. 1862